# Alois Vocásek
Alois Vocásek (13. dubna 1896 Pečky – 9. srpna 2003 Praha) byl poslední přeživší legionář z první světové války a snad i vůbec posledním bojovníkem z bitvy u Zborova.

## Nelehký život

### 1. světová válka
Po vyučení slévačem pracoval až do vypuknutí první světové války. Tehdy musel narukovat do rakousko-uherské armády, kde působil na východní frontě jako rozvědčík. Zběhl k ruské armádě a stal se příslušníkem Československých legií. V jejich řadách se zúčastnil v červenci 1917 památné bitvy u Zborova, kde utrpěl vážné poranění nohy při výbuchu granátu. Strávil celkem dva roky na frontě a jako legionář prošel celou sibiřskou anabázi. Bojoval společně se spisovatelem Jaroslavem Haškem, v Rusku se také setkal s pozdějším prezidentem T. G. Masarykem. Po návratu do Československa byl s ostatními legionáři oslavován jako hrdina. Posléze se ale stal kontroverzní osobou a samotní legionáři jej ze svých řad vyloučili.

### 2. světová válka
V roce 1938, ještě před zahájením druhé světové války, byl po dobu 4 měsíců členem fašizujícího hnutí Vlajky (a k ní přidružených Svatoplukových gard), z kterého se v době německé okupace stala kolaborantská organizace, přestože bylo záhy okupanty rozpuštěno. Po ukončení války byl roku 1946 souzen za kolaboraci mimořádným lidovým soudem, který soudil prakticky podle stanného práva, na základě Benešových dekretů; údajně měl udat dva muže gestapu. Prokurátor tehdy požadoval pro Aloise Vocáska trest smrti, soud mu vyměřil doživotní těžký žalář, ztrátu občanské cti a konfiskaci majetku; až do konce svého života se považoval za nevinného.
Po osmi letech vězení byl roku 1954 propuštěn. Na základě „zjištění menší společenské nebezpečnosti v jeho jednání“ mu byla udělena amnestie prezidentem republiky Antonínem Zápotockým. Okresní soud v roce 1964 (tehdy byl stár již 68 let) jeho trest zahladil, tudíž bylo dále na něj pohlíženo jako na netrestaného. V roce 2001 obnovená Československá obec legionářská jej však do svých řad zpět nepřijala.

### Osobní válka
Roku 2001, ve věku 105 let, se rozhodl očistit své jméno a začal bojovat o zrušení původního rozsudku, který je stále pravomocný. U krajského soudu, vrchního soudu ani Ústavního soudu obnovy soudního procesu nedosáhl. Ústavní soud ale konstatoval, že rozhodování poválečných soudů nebylo zcela v pořádku. Než stačila být doručena již napsaná žádost k Evropskému soudu pro lidská práva ve Štrasburku, zemřel.

### Osobní život
Dlouhá léta před svou smrtí žil životem starobního důchodce ve starém činžovním domě v pražském Podolí, nikdy již nepřišel do střetu se zákonem. Byl celkem čtyřikrát ženatý, třikrát ovdověl. S první manželkou žil 48 roků, v 97 letech se oženil počtvrté. Přežil svého jediného syna z prvého manželství, jedinou vnučku i pravnučku. Od roku 1974 byl aktivním členem Církve adventistů sedmého dne.
Byl do posledních chvil fyzicky i duševně svěží, hodně četl, hrál šachy a pravidelně se účastnil bohoslužeb. Sám si nakupoval, vařil a pečoval o svou domácnost. Svou dlouhověkost přičítal svému životnímu stylu, v 80 letech přestal kouřit, pil velmi střídmě (jako lék). Ve 105 letech se, dle vlastního vyjádření, cítil jako osmdesátník a pravidelně navštěvoval podvečery s legionářskou tematikou v divadle Kollowrat, které pořádalo Masarykovo demokratické hnutí.
Při příležitosti jeho 105. narozenin vyšla v edici "Brněnský legionář" brožurka o jeho životě "Hoch od Zborova", která je po listopadu 1989 jedinou prací, která byla věnována žijícímu československému legionářovi, účastníku 1.světové války a slavné Sibiřské anabáze. Vstupu do občanského sdružení Odkaz legionářů a odboje v naší vlasti, který byl naplánován na rok 2004 se již nedočkal.
Alois Vocásek byl nejstarším žijícím mužem v České republice. Jeho pohřbu se zúčastnili zástupci Armády České republiky a byl pohřben na Olšanech.

## Poznámka
V roce 2008 žilo po celém světě jen 12 veteránů 1. světové války, ve které zahynulo na 10 milionu vojáků a 8,5 milionů civilistů.